# Krystian Pera
Krystian Jan Pera (ur. 21 grudnia 1959 w Zabrzu) – polski ekonomista, doktor habilitowany nauk ekonomicznych, profesor Uniwersytetu Ekonomicznego w Katowicach. Absolwent Akademii Ekonomicznej w Katowicach, specjalista z zakresu finansowej oceny projektów inwestycyjnych i wyceny zasobów złóż (w szczególności zagadnień implementacji rachunku opcyjnego do oceny efektywności rzeczowych projektów inwestycyjnych), wyceny instrumentów finansowych, strategii inwestowania na rynku kapitałowym.

## Życiorys
Absolwent Technikum Górniczego w Zabrzu (1978). Studia magisterskie w Akademii Ekonomicznej w Katowicach ukończył w 1982. W 1990 otrzymał stopień naukowy doktora, a w 2011 r. stopień doktora habilitowanego. Stypendysta Uniwersytetu w Bernie, Uniwersytetu w Stuttgarcie oraz Uniwersytetu w Bazylei. Główny obszar zainteresowań naukowych to teoria i praktyka inwestycji rzeczowych i finansowych, w szczególności zagadnienia oceny efektywności oraz ryzyka surowcowych projektów inwestycyjnych, strategii inwestycyjnych na rynku kapitałowym, a także wyceny zasobów złóż. W latach 1982–2025 pracownik naukowy Katedry Inwestycji Uniwersytetu Ekonomicznego w Katowicach oraz jej kierownik (2018–2025). W latach 1996–1999 pełnił funkcję prodziekana Wydziału Ekonomii ds. studiów wieczorowych i zaocznych, a następnie także przewodniczącego Rady Programowej i kuratora kierunku Finanse i Rachunkowość. Wieloletni członek Senatu Uniwersytetu Ekonomicznego w Katowicach, komisji senackich (m.in. przewodniczący senackiej komisji ds. inwestycji), członek Rady Uczelni w kadencji 2019–2020 oraz Komitetu Naukowego dyscypliny ekonomia i finanse, a także komitetu redakcyjnego Wydawnictwa Uniwersytetu Ekonomicznego w Katowicach. Związany zawodowo m.in. z Wyższą Szkołą Bankowości i Finansów w Katowicach oraz Instytutem Gospodarki Surowcami Mineralnymi i Energią Polskiej Akademii Nauk. Profesor wizytujący w Hochschule Luzern oraz Poleskim Uniwersytecie Państwowym w Pińsku, a także wykładowca gościnny w Lwowskim Instytucie Bankowości Narodowego Banku Ukrainy.
Promotor rozpraw doktorskich w obszarze nauk ekonomicznych (nagradzanych m.in. przez przewodniczącego Komisji Nadzoru Finansowego oraz konsorcjum uniwersytetów PROGRES 3). Recenzent dorobku naukowego w postępowaniach habilitacyjnych oraz członek komisji habilitacyjnych. Recenzent wielu rozpraw doktorskich, książek i artykułów naukowych. Kierownik projektów naukowych realizowanych w Uniwersytecie Ekonomicznym w Katowicach. Promotor wielu prac licencjackich i magisterskich. Członek towarzystw naukowych (m.in. Polskiego Towarzystwa Ekonomicznego, Polskiego Stowarzyszenia Wyceny Złóż, Komitetu Zrównoważonej Gospodarki Surowcami Mineralnymi PAN oraz Schweizerische Gesellschaft für Betriebsökonomie) oraz autor ekspertyz dla podmiotów gospodarczych. Zwycięzca plebiscytu na najlepszego nauczyciela Uniwersytetu Ekonomicznego w Katowicach Złote pióro w kategorii Autorytet w 2014.
Zainteresowania pozazawodowe obejmują zagadnienia teorii muzyki i muzykologii.

## Publikacje

### Artykuły w czasopismach
1. K. Pera (2012): O metodycznej zbieżności wyceny akcji ze sposobami szacowania dochodowej wartości przedsiębiorstwa. Acta Economica, 1.
2. K. Pera (2011): Sposoby uwzględniania ryzyka w dyskontowych metodach oceny efektywności ekonomicznej górniczych projektów inwestycyjnych. Przegląd Górniczy, 6.
3. K. Pera (2006): Opcje realne w kształtowaniu wartości przedsiębiorstwa. Studia Ekonomiczne, 40.
4. K. Pera (2002): Zastosowanie programowania dynamicznego do tworzenia optymalnej strategii inwestycyjnej. Studia Ekonomiczne, 24.
5. K. Pera (1994): Optymalizacja wielookresowej alokacji nieodnawialnych zasobów przyrody. Zeszyty Naukowe AE, 134.

### Książki i rozdziały w monografiach
1. K. Pera (2023): O tożsamości nauki (na przykładzie ekonomii). [W:] Idealizm a pragmatyzm współczesnego miasta. A. Szelągowska (red.). Warszawa, SGH.
2. K. Pera, R. Buła, D. Mitrenga (2014): Modele inwestycyjne. Warszawa, C.H.Beck.
3. K. Pera (2010): Zintegrowana ocena efektywności finansowej surowcowego projektu inwestycyjnego. Katowice, Wyd. AE.
4. K. Pera (2008): Application of WTP and WTA categories in valuation of natural resources. [W:] Economic evaluation and risk analysis of mineral projects. E.J. Sobczyk, J. Kicki (red.). London, Taylor and Francis Group.
5. K. Pera (2003): Pomiar wartości przedsiębiorstwa inwestującego. [W:] Wartość przedsiębiorstwa – z teorii i praktyki zarządzania. J. Duraj (red.). Płock, Novum.
6. K. Pera (1994): Ekologiczne uwarunkowania działalności inwestycyjnej. Katowice, Wyd. AE.